# Hunkovce
Hunkovce (in ungherese Felsőhunkóc) è un comune della Slovacchia facente parte del distretto di Svidník, nella regione di Prešov.